# Lisa Stansfield (album)
Lisa Stansfield è l'omonimo quarto album solista della cantautrice pop/soul britannica Lisa Stansfield, pubblicato nel marzo del 1997 dall'etichetta BMG/Arista.
Penultimo disco per la major (esclusa la raccolta Biography - The Greatest Hits del 2003), è il secondo lavoro a lungo respiro realizzato dalla cantante insieme al marito e collaboratore Ian Devaney dopo l'abbandono di Andy Morris, uscito dalla band all'inizio della lavorazione del 33 giri precedente, So Natural.

## Descrizione
A metà degli anni novanta Lisa Stansfield era sicuramente la cantante soul britannica più conosciuta nel mondo. Dall'uscita del disco di debutto, Affection, nel 1989, da cui erano stati estratti 6 singoli, tra cui la numero 1 internazionale All Around the World in seguito reinterpretata in duetto con Barry White, Lisa non si era mai fermata, con i suoi primi tre album che avevano vinto un disco di platino ciascuno e piazzato una dozzina di singoli di successo.
Il suo album eponimo, dopo una lunga pausa di quattro anni, segue la scia del precedente, che aveva visto l'uscita del compagno di sempre Andy Morris, trombettista, tastierista e produttore, e l'inizio di una più intima collaborazione della Stansfield col marito Ian Devaney, anch'egli produttore e musicista. La nuova formula, rivelatasi altrettanto vincente della prima, propone un arricchimento in termini di autori, produttori e musicisti.
La cantante, in splendida forma vocale, dopo l'esordio dance e acid house, si consacra completamente al soul più puro, avvolgendosi in ritmi decisamente più lenti, anche se non mancano episodi più movimentati, su tutti e due i brani da top 10 nel Regno Unito, The Real Thing e un remix dei Dirty Rotten Scoundrels di People Hold On, il suo vero esordio come solista nella versione originale del 1989, seppur accompagnata dal duo Coldcut. 
Così commenta l'artista: «È stato uno degli album più belli e facili da realizzare. È stata un'estate fantastica e mentre Ian era chiuso in studio, io me ne andavo a fare delle lunghe passeggiate sotto al sole, in cerca di ispirazione. Penso che questo si senta nelle canzoni: è un album pervaso dal sole».
L'assenza di Lisa, invece di rischiare di farla dimenticare, non fa che aumentare il calore del pubblico, che spinge l'album fino alla posizione numero 2 nel Regno Unito, dove solo l'LP di debutto era riuscito ad arrivare. In tutto, vengono estratti 7 singoli dal disco (uno in più di Affection), tra cui le citate The Real Thing, che arriva al 7º posto, e il remix di People Hold On, originariamente nato come un bootleg non autorizzato ma sùbito amato e approvato da un'entusiasta Lisa, tanto da inserirlo addirittura in un album, che sale fino al 4º posto (7 posizioni più in alto della versione originale del 1989), e ben 4 brani che toccano la posizione numero 1 nella classifica dance di Billboard negli Stati Uniti. Il settimo ed ultimo singolo, Don't Cry for Me, non ha praticamente né il tempo né la possibilità di entrare nelle classifiche in quanto ritirato dal mercato quasi sùbito dopo l'uscita.
Tra gli altri brani (sono 14 nel vinile originale, la scaletta più lunga di tutta la discografia della cantante, solitamente fissa sul numero 13, a dispetto della superstizione secondo la quale nei Paesi anglosassoni è il 13 e non il 17 come nei Paesi latini, a portare sfortuna), sono da segnalare I Cried My Last Tear Last Night, un'intensa ballata soul, Footsteps, con la sua chitarra acustica e un testo che, secondo la recensione di Nigel Williamson, sarebbe potuto uscire dalla penna di Carole King («se ad un certo punto non vedi più le mie impronte accanto alle tue, non significa che me ne sono andata via, ma soltanto che ti ho preso in braccio»), e la cover di un altro pezzo soul, forse il più movimentato del disco, You Know How to Love Me, di Phyllis Hyman, del 1979, che sembra quasi uscito dalla sigla TV di un cartone animato.
Un lavoro così importante non poteva non comprendere delle bonus track, che sono però diverse a seconda delle edizioni, anche nella versione originale del 1997, che nel CD comprendeva già il remix dei Dirty Rotten Scoundrels di People Hold On e un remix alternativo di The Real Thing. Nell'edizione rimasterizzata del 2003, invece, oltre al remix di People Hold On, ma senza quello di The Real Thing, diventato così piuttosto raro, compaiono 2 tracce inedite originariamente non incluse sull'album. Si tratta di Breathtaking, lato B del singolo ritirato dal mercato Don't Cry for Me, e Baby Come Back, già sull'edizione giapponese del disco.
Da ultimo vanno ricordate le posizioni in classifica raggiunte dall'LP e da The Real Thing in Italia: l'album è salito fino all'8º posto divenendo uno dei primi 100 successi nella classifica generale italiana dell'annata 1997, mentre il singolo è arrivato al 4º posto (solo Change e All Around the World hanno fatto di meglio, piazzandosi rispettivamente alla 2ª e alla 3ª posizione), conquistando anch'esso un posto tra i primi 100 successi nella classifica generale annuale dei singoli.

## L'album di remix
Di Lisa Stansfield per il mercato dance degli Stati Uniti esce nel 1998 un intero album di remix contenente 9 versioni, rivisitate in chiave dance, dei seguenti 6 brani: I'm Leavin' (2 diversi remix), Never Never Gonna Give You Up (2 remix), Never Gonna Fall (2 remix), The Real Thing, The Line e People Hold On (di quest'ultima viene riproposto, ancora una volta, tanto è stato il successo ottenuto, il mix originale dei Dirty Rotten Scoundrels dell'edizione in CD del 1997, noto anche come «bootleg remix». 
L'album di remix del 1998 è noto, anche se di meno, come The #1 Remixes (EP), che in realtà sarebbe il titolo ufficiale riportato sulla copertina.

## Tracce

### Album originale (1997)
1. Never Gonna Fall – 5:16
2. The Real Thing – 4:20
3. I'm Leavin' – 4:38
4. Suzanne – 4:59
5. Never, Never Gonna Give You Up – 5:02
6. Don't Cry for Me – 5:03
7. The Line – 4:26
8. The Very Thought of You – 5:23
9. You Know How to Love Me – 5:32
10. I Cried My Last Tear Last Night – 4:13
11. Honest – 4:54
12. Somewhere in Time – 4:44
13. Got Me Missing You – 4:43
14. Footsteps – 3:48

### Bonus tracks edizione CD (1997)
1. The Real Thing (Touch Mix) – 5:36
2. People Hold On (Bootleg Mix) – 3:42

### Bonus tracks edizione rimasterizzata in CD (2003)
1. People Hold On (Bootleg Mix) – 3:42
2. Breathtaking (lato B del singolo Don't Cry for Me) – 4:50
3. Baby Come Back (bonus track edizione giapponese dell'album originale) – 3:34

## Classifiche
| Classifica (1997) | Posizione massima |
| ----------------- | ----------------- |
| Australia         | 41                |
| Austria           | 12                |
| Belgio (Fiandre)  | 6                 |
| Belgio (Vallonia) | 7                 |
| Finlandia         | 38                |
| Francia           | 13                |
| Germania          | 13                |
| Italia            | 8                 |
| Nuova Zelanda     | 46                |
| Paesi Bassi       | 18                |
| Regno Unito       | 2                 |
| Spagna            | 23                |
| Stati Uniti       | 55                |
| Stati Uniti (R&B) | 30                |
| Svezia            | 14                |
| Svizzera          | 11                |